# Moonia moluccana
Moonia moluccana là một loài thực vật có hoa trong họ Cúc. Loài này được (Blume) J.Kost. mô tả khoa học đầu tiên năm 1933.